# Paweł Jaros
Paweł Jaros (ur. 1 grudnia 1961 w Kutnie) – polski prawnik, doktor nauk prawnych, poseł na Sejm III kadencji, w latach 2001–2006 rzecznik praw dziecka.

## Życiorys
Absolwent Wydziału Prawa Uniwersytetu Łódzkiego z 1988. W 1991 ukończył aplikację sędziowską. W latach 1993–1997 wykonywał zawód sędziego. M.in. pełnił funkcję kierownika Wydziału Rodzinnego i Nieletnich Sądu Rejonowego w Gostyninie, był konsultantem w zakresie ustawy o ochronie zdrowia psychicznego.
W latach 1990–1998 przez dwie kadencje zasiadał w radzie miasta Kutna. Przez dwa lata był członkiem zarządu miasta, a przez ponad cztery lata przewodniczącym rady. W 1995 zasiadał w Radzie ds. Samorządu Terytorialnego przy prezydencie Lechu Wałęsie.
W latach 1997–2001 sprawował mandat posła na Sejm z ramienia Akcji Wyborczej Solidarność (wybrany jako bezpartyjny kandydat z rekomendacji Ruchu Stu). Pracował m.in. w Komisji Sprawiedliwości i Praw Człowieka, przewodniczył Poselskiemu Zespołowi do spraw Policji oraz należał do Parlamentarnej Grupy Polska-USA. Reprezentował Sejm w Krajowej Radzie Sądownictwa i przed Trybunałem Konstytucyjnym.
Od 16 lutego 2001 do 7 kwietnia 2006 sprawował urząd rzecznika praw dziecka. Po upływie kadencji został zatrudniony w Ministerstwie Sprawiedliwości. Jest też wykładowcą na Wydziale Prawa i Administracji Uniwersytetu Kardynała Stefana Wyszyńskiego w Warszawie.

## Odznaczenia
- Złoty Medal za Zasługi dla Policji
- Odznaka Honorowa za Zasługi dla Ochrony Praw Dziecka[1]
- Order Uśmiechu

## Publikacje książkowe
- Rzecznik Praw Dziecka w Polsce, Biuro Rzecznika Praw Dziecka, Warszawa 2013, ISBN 978-83-89658-36-4
- Prawa dziecka. Dokumenty Organizacji Narodów Zjednoczonych (zbiór i oprac. wspólnie z Markiem Michalakiem), Biuro Rzecznika Praw Dziecka, Warszawa 2015, ISBN 978-83-89658-08-1
- Prawa dziecka. Dokumenty Unii Europejskiej, tomy I–II (zbiór i oprac. Markiem Michalakiem), Biuro Rzecznika Praw Dziecka, Warszawa 2018, ISBN 978-83-89658-59-3